# Chemdat
Chemdat (hebrejsky חֶמְדָּת, podle postavy z díla Šmuela Josefa Agnona, v oficiálním přepisu do angličtiny Hemdat) je vesnice typu společná osada (jišuv kehilati) a izraelská osada na Západním břehu Jordánu v distriktu Judea a Samaří a v Oblastní radě Bik'at ha-Jarden.

## Geografie
Nachází se v nadmořské výšce 130 metrů v střední části Jordánského údolí, cca 45 kilometrů severoseverovýchodně od centra Jericha, cca 60 kilometrů severovýchodně od historického jádra Jeruzalému a cca 73 kilometrů severovýchodně od centra Tel Avivu.
Na dopravní síť Západního břehu Jordánu je napojena pomocí místní silnice číslo 578, která je součástí takzvané Alonovy silnice, významné severojižní dopravní osy vedoucí podél západního okraje Jordánského údolí. Stojí cca 4 kilometry od řeky Jordán, která zároveň tvoří mezinárodní hranici mezi Izraelem kontrolovaným Západním břehem Jordánu a Jordánským královstvím.
Vesnice je součástí územně souvislého pásu izraelských zemědělských osad, které se táhnou podél Alonovy silnice. Na západě od vesnice se z příkopové propadliny Jordánského údolí zvedá prudký hřbet hornatiny Samařska.

## Dějiny
Chemdat leží na Západním břehu Jordánu, jehož osidlování bylo zahájeno Izraelem po jeho dobytí izraelskou armádou, tedy po roce 1967. Jordánské údolí patřilo mezi oblasti, kde došlo k zakládání izraelských osad nejdříve. Takzvaný Alonův plán totiž předpokládal jeho cílené osidlování a anexi.
Vesnice byla zřízena roku 1980. Podle jiného zdroje už 2. října 1979, kdy byla na tomto místě založena osada typu nachal, tedy polovojenské sídlo, nazývaná Nachal Jabok. 14. února 1982 rozhodla izraelská vláda, že ji promění na ryze civilní osadu nyní již nazývanou již Chemdat, která měla mít výhledovou kapacitu až sto rodin.
Jenže tyto plány nebyly realizovány. Místo toho na místě stále zůstávala jen malá polovojenská osada typu nachal. V září 1987 zde byl pokus o založení zemědělského kibucu, ale po dvou letech selhal a civilní osídlení bylo opět nahrazeno typem nachal. Vládní zpráva uvádí, že další pokus o převod na civilní sídlo se odehrál v roce 1991 a v roce 1993 byl opětovně vystřídán návratem k osadě nachal. Teprve v roce 1997 se zde usadila první rodina, kterou po týdnu doplnil i druhý manželský pár.
Osada nemá zatím platný územní plán. V navrhovaném plánu se ale počítá s kapacitou až 108 domů. Zástavba přitom až do počátku 21. století sestávala jen z mobilních karavanů. Teprve pak začala i výstavba 15 prvních zděných domů. Centrem nově budované obce se stala hedser ješiva (náboženská a vojenská přípravka) Chemdat Jehuda. Studuje v ní cca 80 žáků. Kromě toho funguje v Chemdat zařízení předškolní péče o děti. Základní škola je k dispozici v obci Sde Elijahu.
Počátkem 21. století nebyla osada stejně jako celé území Oblastní rady Bik'at ha-Jarden zahrnuta do projektu Izraelské bezpečnostní bariéry. Izrael si od konce 60. let 20. století v intencích Alonova plánu hodlal celý pás Jordánského údolí trvale ponechat. Budoucnost vesnice závisí na parametrech případné mírové dohody mezi Izraelem a Palestinci. Během druhé intifády nedošlo v osadě stejně jako v celé oblasti Jordánského údolí k vážnějším teroristickým útokům.

## Demografie
Obyvatelstvo Chemdat je v databázi rady Ješa popisováno jako nábožensky založené. Podle údajů z roku 2014 tvořili naprostou většinu obyvatel Židé (včetně statistické kategorie "ostatní", která zahrnuje nearabské obyvatele židovského původu ale bez formální příslušnosti k židovskému náboženství).
Jde o menší obec vesnického typu, které ale na rozdíl od většiny obcí v tomto regionu zaznamenává jistý populační nárůst. K 31. prosinci 2014 zde žilo 209 lidí. Během roku 2014 registrovaná populace stoupla o 14,8 %.
| Rok            | 2003 | 2004 | 2005 | 2006 | 2007 | 2008 | 2009 | 2010 | 2011 | 2012 | 2013 | 2014 |
| -------------- | ---- | ---- | ---- | ---- | ---- | ---- | ---- | ---- | ---- | ---- | ---- | ---- |
| Počet obyvatel | 107  | 120  | 140  | 147  | 163  | 163  | 176  | 178  | 174  | 186  | 182  | 209  |